# Hermanellopsis incertans
Hermanellopsis incertans is een haft uit de familie Leptophlebiidae. De wetenschappelijke naam van de soort is voor het eerst geldig gepubliceerd in 1943 door Spieth.
De soort komt voor in het Neotropisch gebied.